# Tumortherapiefelder
Tumortherapiefelder (TTFields) sind eine Behandlungsform bei einer Form des malignen Hirntumors (Glioblastom) und beim kleinzelligen Bronchialkarzinom. Dabei werden schwache elektromagnetische Wechselfelder im Langwellenbereich über äußere Elektroden auf den erkrankten Körperbereich gerichtet. So soll das Wachstum krebsartiger Tumoren gehemmt werden.

## Prinzip
Tumortherapiefelder sind elektrische Wechselfelder mit intermediärer Frequenz im Kilohertzbereich (50–200 kHz) und niedriger Intensität (1–3 V/cm). Sie werden mittels elektrisch isolierter Transducer-Arrays (sogenannte Keramik-Gelpads) verabreicht. Dazu wird der Kopf kahl rasiert. Der mützenartige Applikator und ein Akkupack werden kontinuierlich getragen. Dabei kommt es zu keinem direkten Stromdurchfluss im Gewebe, sondern zur Oszillation elektrisch geladener Moleküle im Körperinneren. Mit dieser Frequenz und Intensität können TTFields weder Nerven oder Muskeln stimulieren, noch führen sie zu einer nennenswerten Erhitzung des Tumors oder des umliegenden Gewebes.
Der Wirkmechanismus soll auf einer Störung des Zellteilung beruhen. Die Tumortherapiefelder sollen den Aufbau der Mikrotubuli des Spindel-Apparates während der Metaphase (Polymerisierung) unterbrechen und zu einer dielektrophoretischen Dislokation intrazellulärer Makromoleküle und Organellen während der Zytokinese führen. Diese Prozesse sollen zur physikalischen Unterbrechung der Zellmembran und zum programmierten Zelltod (Apoptose) führen.
Diese Wirkmechanismen werden derzeit noch im Tiermodell erforscht. In mehreren Arbeiten wurde die Unterbrechung der Krebszellteilung bis hin zum kompletten Prozessstopp und ebenso die vollständige Zerstörung der sich teilenden Krebszellen postuliert.

## Anwendung beim Glioblastom
An Menschen wurden bisher nur beim Glioblastom größere randomisierte Studien durchgeführt (EF-11 mit n=237 und EF-14 mit n=695). EF-14 ergab für die zusätzliche Erstlinientherapie mit TTFields ein um 4,9 Monate verlängertes Überleben, für die Rezidivtherapie nicht. Die Studie war allerdings nicht verblindet. Ein Expertengremium auf dem ASCO-Kongress 2015 hat daraufhin die Einführung empfohlen. Die Kosten liegen bei ca. 20.000 USD/Monat. Ein von der israelischen Firma Novocure vermarktetes System ist mittlerweile in mehreren Ländern, darunter die USA, EU, Schweiz, Israel und Japan für die Erst- und Rezidivbehandlung zugelassen.
Metaanalysen zu den bislang publizierten Primärstudien liegen bislang nicht vor.

## Andere Tumorarten
Nachdem TTFields von der FDA zur Behandlung eines rezidivierenden und neudiagnostizerten Glioblastoms zugelassen wurde, laufen derzeit weitere Studien mit anderen Tumorformen. Zu nennen sind hier Phase-III-Studien zum Lungenkarzinom, Ovarialkarzinom, Pankreaskarzinom und zu Hirnmetastasen. Ebenfalls bereits von der FDA zugelassen ist die Therapie mit TTFields beim Mesotheliom, nachdem eine in "the Lancet Oncology" publizierte Einzelarm Studie einen Überlebensvorteil im Vergleich mit historischen Daten zeigen konnte. Zudem traten keine erhöhten toxischen Nebenwirkungen auf.

## Risiken
Als Nebenwirkungen wurden bisher nur örtliche Reizungen der Kopfhaut berichtet. Tumortherapiefelder sind derzeit bei schwangeren Patientinnen oder bei manchen Patienten mit Begleiterkrankungen noch kontraindiziert.
Die Akzeptanz der Behandlungsmethode ist bei Patienten vergleichsweise gering. Als Gründe werden die langfristige Entfernung des Kopfhaares und die Notwendigkeit des Mitführens des Gerätes genannt.

## Kostenübernahme in Deutschland
Am 20. März 2020 hat der Gemeinsame Bundesausschuss (G-BA) die Methodenbewertung von Tumortherapiefeldern (TTFields) für Patienten mit einem neu diagnostizierten Glioblastom abgeschlossen. Mit dem Beschluss des G-BA wurden die Tumortherapiefelder als Behandlungsmethode in die Richtlinie „Methoden vertragsärztlicher Versorgung“ (MVV-RL) aufgenommen und kann ab Inkrafttreten der Richtlinie zu Lasten der gesetzlichen Krankenkassen verschrieben werden. Privatversicherungen bezahlen in der Regel solche Innovationen entsprechend den jeweiligen Vertragsbedingungen (vgl. Schulmedizinklausel).

## Kostenübernahme in der Schweiz
Im Dezember 2020 hat das Bundesamt für Gesundheit (BAG) und die zuständige eidgenössische Kommission für allgemeine Leistungen und Grundsatzfragen (ELGK) beschlossen, die Therapie mit Tumortherapiefeldern (TTFields) per 1. April 2021 in die Mittel- und Gegenständeliste (MiGeL) mit aufzunehmen. Kostenerstattung durch die obligatorische Krankenversicherung (KVG) hat gemäß MiGeL in den folgenden Fällen zu erfolgen. Mindestens 18 Jahre alte Patientin oder Patient mit neu diagnostiziertem Glioblastom, Karnofsky Performance Index (KPS) von mind. 70, Therapiebeginn 4–7 Wochen nach Radiochemotherapie, nur in Kombination mit Temozolomid-Erhaltungstherapie und keine Tumorprogression nach der adjuvanten Radiochemotherapie. Vergütungsstopp sobald Tumorprogression und keine Vergütung beim Einsatz bei Rezidiv-Glioblastom. Zusätzlich hat nach 3 Monaten eine Beurteilung der Therapie-Compliance zu erfolgen. Diese sollte mind. 18 Stunden pro Tag betragen. Die Verschreibung erfolgt durch Fachärztinnen und Fachärzte für medizinische Onkologie. Erstinstruktion und Sicherstellung der Behandlung, inkl. Compliance Kontrolle, erfolgt durch den Anbieter Novocure. Maximal vergütete Behandlungsdauer von 2 Jahren.